# Козлов В'ячеслав Анатолійович
В'ячеслав Анатолійович Козлов (рос. Вячеслав Анатольевич Козлов; 3 травня 1972, м. Воскресенськ, СРСР) — радянський/російський хокеїст, лівий нападник.

## З життєпису
Вихованець хокейної школи «Хімік» (Воскресенськ). Виступав за «Хімік» (Воскресенськ), ЦСКА (Москва), «Детройт Ред-Вінгс», «Адірондак Ред-Вінгс» (АХЛ), «Баффало Сейбрс», «Атланта Трешерс», «Ак Барс» (Казань), «Салават Юлаєв» (Уфа), «Динамо» (Москва).
В чемпіонатах СРСР провів 117 матчів (31 гол, 31 передача). У чемпіонатах Росії — 56 матчів (17 голів, 26 передач). В чемпіонатах НХЛ — 1182 матчі (356 голів, 497 передач), у турнірах Кубка Стенлі — 118 матчів (42 голи, 37 передач).
У складі національної збірної СРСР/Росії учасник чемпіонатів світу 1991 і 1994 (11 матчів, 3 голи), учасник Кубка Канади 1991 (5 матчів, 1 гол), учасник Кубка світу 1996 (5 матчів, 1 гол). У складі молодіжної збірної СРСР учасник чемпіонатів світу 1990 і 1991. У складі юніорської збірної СРСР учасник чемпіонатів Європи 1988, 1989 і 1990.
Досягнення
- Бронзовий призер чемпіонату світу (1991)
- Бронзовий призер Кубка світу (1996)
- Володар Кубка Стенлі (1997, 1998), фіналіст (1995)
- Володар Кубка Гагаріна (2011, 2012)
- Переможець юніорського чемпіонату Європи (1989), срібний призер (1990), бронзовий призер (1988)
- Срібний призер молодіжного чемпіонату світу (1990, 1991).